# Долгий Лаз
Долгий Лаз (словен. Dolgi Laz) — мале поселення в общині Толмин, Регіон Горишка, Словенія. Висота над рівнем моря: 669,4 м. Розташоване на пагорбах на південь від Мост на Сочі.